# Vela nos Jogos Olímpicos de Verão de 2000 - 470 masculino
As provas masculinas da classe 470 da vela nos Jogos Olímpicos de Verão de 2000 ocorreram entre 20 e 28 de setembro daquele ano na costa de Sydney, na Austrália. O programa compunha onze regatas. Para esta classe, houve 58 velejadores de 29 nações inscritas.

## Medalhistas
A dupla australiana Tom King e Mark Turnbull finalizou a competição em primeiro lugar, conquistando a medalha de ouro. A prata firmou-se com os estadunidenses Paul Foerster e Robert Merrick. Por fim, a medalha de bronze ficou com Javier Conte e Juan de la Fuente, da Argentina.
|  | AUS Austrália          |  | USA Estados Unidos           |  | ARG Argentina                  |
|  | Tom King Mark Turnbull |  | Paul Foerster Robert Merrick |  | Javier Conte Juan de la Fuente |

## Resultados
Estes foram os resultados da competição:
| Pos.              | Velejadores                                      | Regatas   | Regatas | Regatas   | Regatas   | Regatas   | Regatas | Regatas   | Regatas   | Regatas | Regatas  | Regatas | Pontos | Net |
| Pos.              | Velejadores                                      | 1         | 2       | 3         | 4         | 5         | 6       | 7         | 8         | 9       | 10       | 11      | Pontos | Net |
| ----------------- | ------------------------------------------------ | --------- | ------- | --------- | --------- | --------- | ------- | --------- | --------- | ------- | -------- | ------- | ------ | --- |
| Medalha de ouro   | AUS Tom King Mark Turnbull                       | 5         | 1       | 2         | -14       | 7         | 10      | 8         | 1         | 2       | -11      | 2       | 63     | 38  |
| Medalha de prata  | USA Paul Foerster Robert Merrick                 | 8         | 9       | 4         | 11        | 1         | 1       | 6         | -12       | -13     | 1        | 1       | 67     | 42  |
| Medalha de bronze | ARG Javier Conte Juan de la Fuente               | 11        | 6       | 8         | 5         | OCS (-30) | 6       | 3         | 7         | 1       | -17      | 10      | 104    | 57  |
| 4                 | GBR Nicholas Rogers Joe Glanfield                | 4         | 3       | 17        | 1         | 8         | -18     | -19       | 6         | 6       | 6        | 7       | 95     | 58  |
| 5                 | POR Álvaro Marinho Miguel Nunes                  | 1         | 4       | 6         | 7         | 5         | 9       | 5         | 15        | -25     | 15       | -16     | 108    | 67  |
| 6                 | UKR Yevhen Braslavets Ihor Matviyenko            | 2         | 5       | DSQ (-30) | OCS (-30) | 6         | 2       | 4         | 9         | 11      | DSQ (30) | 3       | 132    | 72  |
| 7                 | NZL Simon Cooke Peter Nicholas                   | 6         | -15     | 9         | 12        | 10        | 12      | -15       | 3         | 3       | 13       | 8       | 106    | 76  |
| 8                 | GRE Andreas Kosmatopoulos Konstantinos Trigkonis | 13        | 7       | -21       | 6         | 3         | 8       | -24       | 19        | 14      | 2        | 6       | 123    | 78  |
| 9                 | SLO Tomaž Čopi Mitja Margon                      | -23       | 13      | 3         | 4         | 12        | 13      | -25       | 5         | 15      | 9        | 4       | 126    | 78  |
| 10                | ESP Gustavo Martínez Tunte Cantero               | 17        | 11      | 15        | 9         | -18       | 3       | 12        | 2         | 8       | 4        | -21     | 120    | 81  |
| 11                | RUS Dmitry Berezkin Mikhail Krutikov             | 9         | 17      | 1         | 2         | 14        | -26     | 11        | 11        | 7       | 10       | -29     | 137    | 82  |
| 12                | SWE Johan Molund Mattias Rahm                    | 18        | 10      | 7         | OCS (-30) | 2         | -29     | 1         | 4         | 19      | 20       | 15      | 155    | 96  |
| 13                | ISR Eli Zukerman Elad Ronen                      | 3         | 12      | 12        | OCS (-30) | 19        | 11      | 10        | 16        | -23     | 7        | 9       | 152    | 99  |
| 14                | FRA Gildas Philippe Tanguy Cariou                | 10        | 2       | 5         | 16        | OCS (-30) | -23     | 2         | 22        | 17      | 18       | 19      | 164    | 111 |
| 15                | KOR Kim Dae-young Jung Sung-ahn                  | 16        | 16      | 13        | 10        | 16        | 17      | 13        | DNF (-30) | -20     | 12       | 12      | 175    | 125 |
| 16                | FIN Petri Leskinen Kristian Heinilä              | -25       | 23      | 10        | 3         | 17        | 4       | 23        | 20        | -28     | 3        | 24      | 180    | 127 |
| 17                | GER Stefan Meister Frank Thieme                  | 20        | 18      | -24       | -26       | 24        | 15      | 7         | 13        | 4       | 24       | 5       | 180    | 130 |
| 18                | JPN Eiichiro Hamazaki Yuji Miyai                 | 19        | -22     | -26       | 13        | 4         | 16      | 17        | 18        | 10      | 16       | 20      | 181    | 133 |
| 19                | ITA Matteo Ivaldi Francesco Ivaldi               | 12        | 8       | 16        | 22        | 21        | -28     | 9         | 10        | -26     | 19       | 22      | 193    | 139 |
| 20                | POL Tomasz Stańczyk Tomasz Jakubiak              | OCS (-30) | -27     | 25        | 25        | 26        | 5       | 14        | 8         | 5       | 23       | 13      | 201    | 144 |
| 21                | BLR Igor Ivashintsov Mikhail Protasevich         | 15        | -29     | 20        | 20        | 23        | 14      | 18        | DSQ (-30) | 24      | 5        | 14      | 212    | 153 |
| 22                | EST Tõnu Tõniste Toomas Tõniste                  | 7         | 14      | -28       | 17        | OCS (-30) | 25      | 16        | 14        | 21      | 25       | 18      | 215    | 157 |
| 23                | MEX Manuel Villareal Santiago Hernández          | 21        | 21      | -23       | 8         | 22        | 22      | DNF (-30) | 23        | 9       | 22       | 11      | 212    | 159 |
| 24                | CRO Toni Bulaja Ivan Bulaja                      | OCS (-30) | 19      | 18        | 19        | 11        | 19      | 22        | 21        | 16      | -27      | 17      | 219    | 162 |
| 25                | JAM Andrew Gooding Sean Nunes                    | 22        | 25      | 14        | 15        | 9         | -27     | 21        | -27       | 18      | 14       | 26      | 218    | 164 |
| 26                | BRA Alexandre Paradeda André Fonseca             | 14        | -24     | 11        | 21        | 15        | 20      | -27       | 24        | 22      | 21       | 23      | 222    | 171 |
| 27                | SUI Lukas Erni Simon Brügger                     | OCS (-30) | -28     | 27        | 24        | 20        | 7       | 20        | 26        | 27      | 8        | 25      | 242    | 184 |
| 28                | SIN Tan Wearn Haw Koh Seng Leong                 | 24        | 26      | 22        | 23        | 13        | 21      | DNF (-30) | 25        | 12      | 26       | -28     | 250    | 192 |
| 29                | HUN Marcell Goszleth Ádám Szörényi               | OCS (-30) | 20      | 19        | 18        | 25        | 24      | 26        | 17        | -29     | 28       | 27      | 263    | 204 |